# Усть-Кульское муниципальное образование
Усть-Кульское муниципальное образование — муниципальное образование со статусом сельского поселения в 
Тулунском районе Иркутской области России. Административный центр — поселок Усть-Кульск.

## Демография
По результатам Всероссийской переписи населения 2010 года 
численность населения муниципального образования составила 433 человека, в том числе 224 мужчины и 209 женщин.

## Населенные пункты
В состав муниципального образования входят населенные пункты
- Усть-Кульск
- Ангуй
- Ангуйский
- Павловка[2]